# Ammocrypta beanii
Ammocrypta beanii är en fiskart som beskrevs av David Starr Jordan, 1877. Ammocrypta beanii ingår i släktet Ammocrypta och familjen abborrfiskar. Inga underarter finns listade i Catalogue of Life.